# ساساکی هیده‌یوشی
ساساکی هیده‌یوشی ((به ژاپنی: 佐々木 秀義 Sasaki Hideyoshi); ۱ ژانویهٔ ۱۱۱۲ – ۲۶ اوت ۱۱۸۴) یک سامورایی در خدمت خاندان میناموتو او در شورش هوگن و شورش هیجی و جنگ گنپی جنگید. اهل ژاپن بود. او از سیزده سالگی پسر خوانده میناموتو نو تامه‌یوشی بود.